# Erik Magnusson av Norge
Denna artikel handlar om den norske 1200-talskungen Erik Prästhatare. För andra personer med namnet Erik Magnusson, se Erik Magnusson.
Erik Magnusson (även kallad Erik Prästhatare), född 1268, död 15 juli 1299, var kung av Norge från 9 maj 1280 till sin död.

## Biografi
Erik var äldste son till Magnus Lagaböter och Ingeborg Eriksdotter av Danmark. Efter faderns död den 9 maj 1280 blev han kung, och under hans minderårighet förde hans moder tillsammans med stormännen regeringen och uppträdde med stor kraft mot kyrkan. Den långvariga och med stor bitterhet förda striden slutade med att kyrkan fick avstå en del av den makt som den förvärvat genom överenskommelsen i Tønsberg 1277. Det var denna strid som gav upphovet till Eriks tillnamn "Prästhatare", även om han själv inte hade någon andel i den och senare, då han övertagit regeringen, visade mycken eftergivenhet mot kyrkan. Han var en svag regent och lät sig till stora delar styras av modern och sin broder, Håkon. Dessa förmådde honom 1287 att ingå ett förbund med Erik Klippings mördare. Ett långvarigt krig utbröt därefter med Danmark, under vilket norrmännen vann flera framgångar genom sin djärva kaparverksamhet. 1297 ingicks ett tillfälligt stillestånd.
Erik var gift med prinsessan Margareta av Skottland, dotter till Alexander III av Skottland, och fick dottern med samma namn Margareta av Skottland, som 1289 blev drottning av Skottland men avled redan på överfärden 1290. Han var sedan gift med Isabel Bruce och fick med henne Ingeborg Eriksdotter av Norge. Han försökte genom detta giftermål göra anspråk på den skotska kronan men hade föga framgång då han motarbetades av Edvard I av England. Han avled 1299.